# Bufo raddei
Bufo raddei és una espècie d'amfibi que viu a l'est d'Àsia (Xina, Mongòlia, Sibèria oriental i nord de Corea).
Està amenaçada d'extinció per la pèrdua del seu hàbitat natural.